# Agathodes syleptalis
Agathodes syleptalis là một loài bướm đêm trong họ Crambidae.